# 佩列佩利齊夫卡
49°47′30″N 35°34′40″E / 49.79167°N 35.57778°E
佩雷佩利齊夫卡（烏克蘭語：Перепелицівка）是位於烏克蘭東部的村莊，由哈爾科夫州博霍杜希夫區的瓦爾基市鎮負責管轄。該村始建於1700年，面積6.27平方公里，海拔高度187米，2001年人口50，人口密度每平方公里7.97人。